# 마쓰에 호국신사
마쓰에 호국 신사(일본어: 松江護國神社 마쓰에 고고쿠 진자[*])는 일본 시마네현 마쓰에시 마쓰에성터에 있는 신사이다. 이즈모국·오키국 출신의 2만 2천명의 영혼을 위해 제사를 지내고 있다. 시마네 현내의 같은 유형의 신사로 하마다시의 하마다 호국 신사가 있다.
1935년에 시마네 현 초혼사 건설 봉찬회가 조직되었다. 1939년 3월에 마쓰에 초혼사로서 창건·진좌했지만, 같은 해 4월 초혼사의 제도 개혁에 따라 마쓰에 호국 신사로 이름이 바뀌었다. 제2차 세계 대전 중 시마네 신사로 이름을 바꾸었지만, 1953년 다시 원래의 이름으로 돌아왔다.
1945년 8월 마쓰에 소요 사건의 주동자들이 봉기 전 집결한 곳이기도 하다.